# Insensatez
Insensatez es una novela publicada en el año 2004, escrita por el salvadoreño Horacio Castellanos Moya, y se ha convertido en su primera obra traducida al inglés.
La novela de Castellanos Moya ha sido relacionada por muchos críticos a la obra del escritor austriaco Thomas Bernhard (1931-1989), quien como testigo de la historia reciente de su país plasmó en sus obras una relación de amor-odio amargo y descarnado que se refleja en su saga autobiográfica (El origen, El sótano, El aliento, El frío y Un niño); el mismo desborde pasional que se ve reflejado en las novelas como El asco e Insensatez, las cuales distan mucho del llamado realismo mágico latinoamericano.
Por El asco donde se burla de todo lo que los salvadoreños se sienten orgullosos como las pupusas y la cerveza, además de los políticos, Castellanos Moya recibió múltiples amenazas a muerte y lo obligó a autoimponerse un exilio que ya lleva varios años. Pero lo curioso de esta obra es que —pese a las críticas y las amenazas recibidas— desde la primera edición en 1997 (por Editorial Arcoíris) la novela no pierde actualidad. La obra ya lleva por lo menos 7 ediciones y ahora los derechos de publicación está en manos de Tusquets Editores, de España.
La trama de la novela Insensatez se orienta en sucesos históricos documentados de la historia reciente de Guatemala (el nombre del país no se menciona en la obra) y trata de las consecuencias de las masacres a la población indígena durante la guerra civil vivida en ese país durante 36 años; para ello se vale de la figura de un periodista extranjero que recibe como encargo de la Iglesia católica la revisión de un extenso informe sobre el genocidio contra los indígenas. 
La novela describe las circunstancias del trabajo del periodista y cómo su vida se va viendo afectada en la medida que traba en la revisión y edición del informe.
Sobre esta obra, Jed Lipinski publicó en The Village Voice: “Con capítulos pero sin párrafos, y unas 142 páginas, Insensatez parece una despiadada y atroz novela del escritor austriaco Thomas Bernhard... La influencia de Bernhard es obvia, como fue la influencia de Joyce en Flann O’Brien y J.P. Doneavy, pero nunca agobiante.”
Por su parte Mauro Javier Cárdenas refirió en un artículo publicado en el San Francisco Chronicle en referencia a Insensatez: “Castellanos Moya pertenece a la moderna tradición de escribir con bilis: de Celine y Thomas Bernhard, sobre todo del compulsivo Bernhard dando ritmo a oraciones largas con estilo”.
Mientras que Anderson Tepper escribió en Time Out New York que Insensatez es una palabra que dentro de una novela parece haber sido escrita para contar compulsivamente legible el pánico, la paranoia y el terror de un hombre. 
La obra de Castellanos Moya ha trascendido, no solo por la traducción al inglés de Insensatez, sino por un minucioso estudio hecho en la alemana Universidad de Potsdam a toda su obra en la cátedra de literatura románica en 2006. Sobre esta obra en particular, se detalla: "Insensatez es una novela con sustancia política. La descripción de la sociedad de Guatemala, cuyo nombre no es mencionada, también cabe para otros países, no solamente de Centroamérica, sino para todos los países que después de una guerra civil o de un genocidio tienen la responsabilidad de preocuparse por recuperarse de estas experiencias traumáticas."
Pero la obra de humor negro de Castellanos Moya no solo es comparada con Bernhard, sino también con el escritor chileno Roberto Bolaño (1953-2003) con obras como Los detectives salvajes (1998), La literatura nazi en América (1996), entre otras. Según se detalla en el sitio Sololiteratura.com sobre la obra Insensatez que “Roberto Bolaño dejó escrito: “Horacio Castellanos Moya es un superviviente, pero no escribe como un superviviente”. 